# Раади (посёлок)
Ра́ади (эст. Raadi alev) — городской посёлок в волости Тарту уезда Тартумаа, Эстония. Основан 4 июля 2022 года.

## География и описание
На юге и юго-западе граничит с городом Тарту, на севере с посёлками Вахи и Кырвекюла. Высота над уровнем моря — 62 метра.  
На территории посёлка расположены основанный в 2015 году парк Майораади площадью 3,86 га, а также остатки строений бывшего советского военного аэродрома.
Климат умеренный. Официальный язык — эстонский. Почтовый индекс — 65237.

## Население
Посёлок Раади является крупнейшей административной единицей волости Тарту, в 2022 году в нём насчитывалось около 3000 жителей, по состоянию на 1 января 2025 года — 3621.

## История
22 февраля 2018 года управа волости Тарту инициировала изменение территориальных границ населённых пунктов волости с целью приведения их границ в соответствие с законодательством. Для этого было необходимо сделать более чёткими границы участков, образованных в ходе земельной реформы, а также границы ландшафтных объектов, таких как каналы, реки и дороги. Подавляющее большинство населённых пунктов волости Тарту подверглось такому изменению. В большинстве случаев удалось сместить разделительную линию таким образом, что вся кадастровая единица уместилась в одной деревне, а границы деревни стали более чёткими как на карте, так и на ландшафте. Однако в ходе работы стали очевидными желание и необходимость внести более масштабные изменения. Таким образом, было принято решение о создании городского посёлка Раади из части земель посёлка Вахи и деревни Тила. Деревня Вахи во избежание вводящего в заблуждение сходства названий  была разделена между деревнями Лилу и Отслава.
Новые населённые пункты и линии границ населённых пунктов волости Тарту были утверждены постановлением министра государственного управления № 30 от 27 июня 2022 года, и это постановление вступило в силу 4 июля того же года.
Реформа привела к тому, что одна часть территории созданного в 2016 году Эстонского национального музея теперь находится в посёлке Раади, а другая — в районе города Тарту Раади-Круузамяэ.

## Галерея

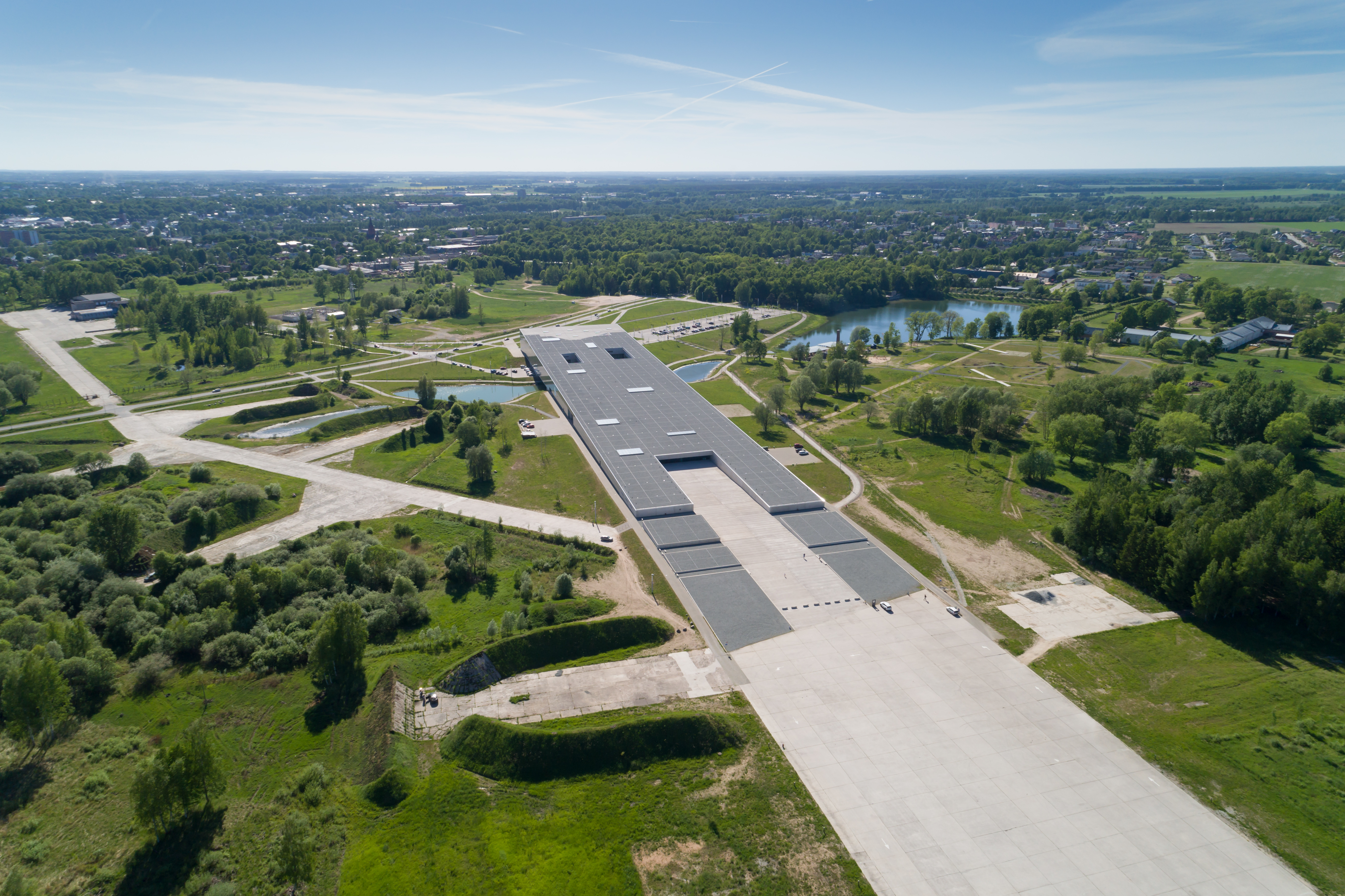
Главное здание Эстонского национального музея
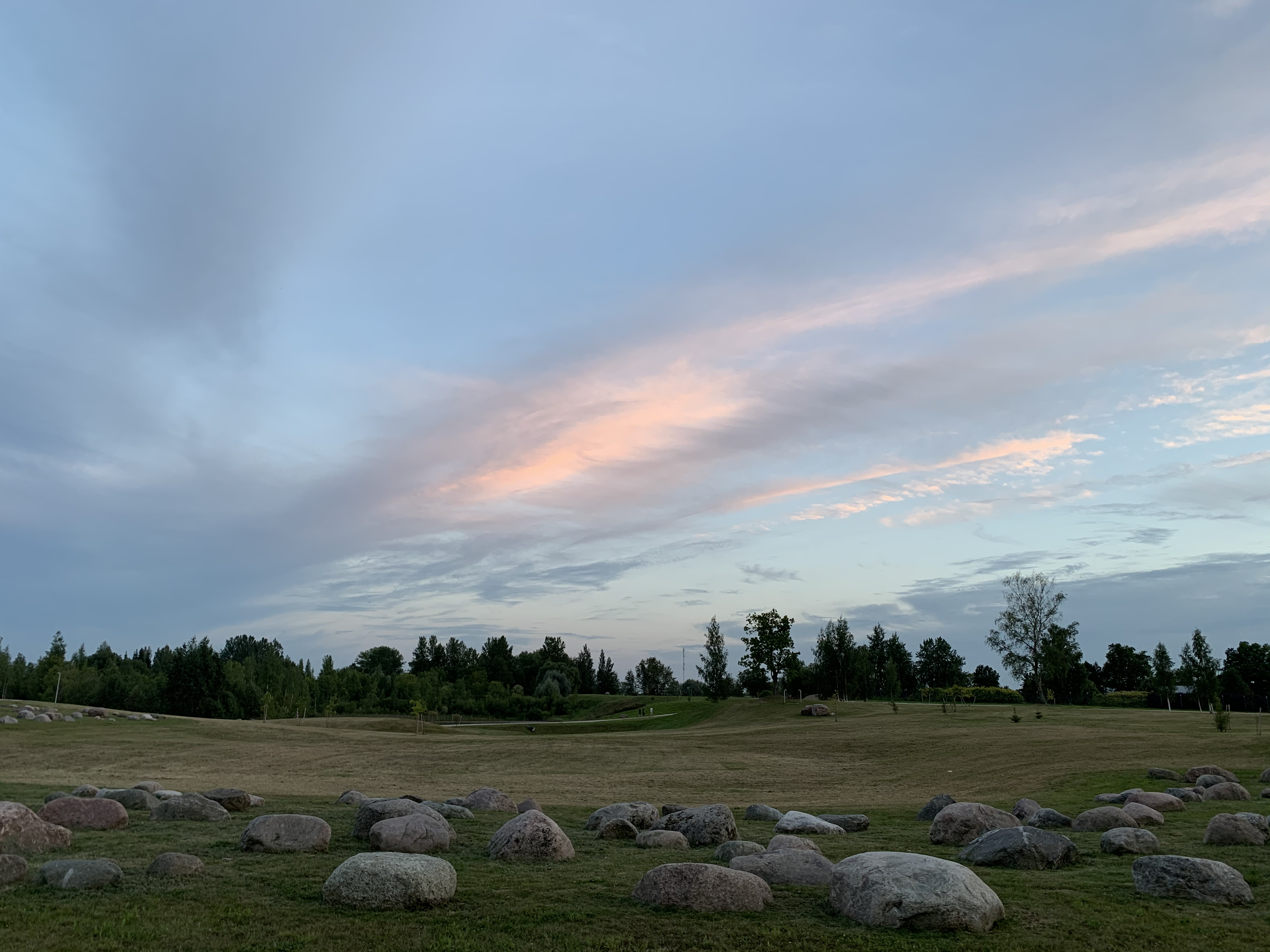
В парке Майораади
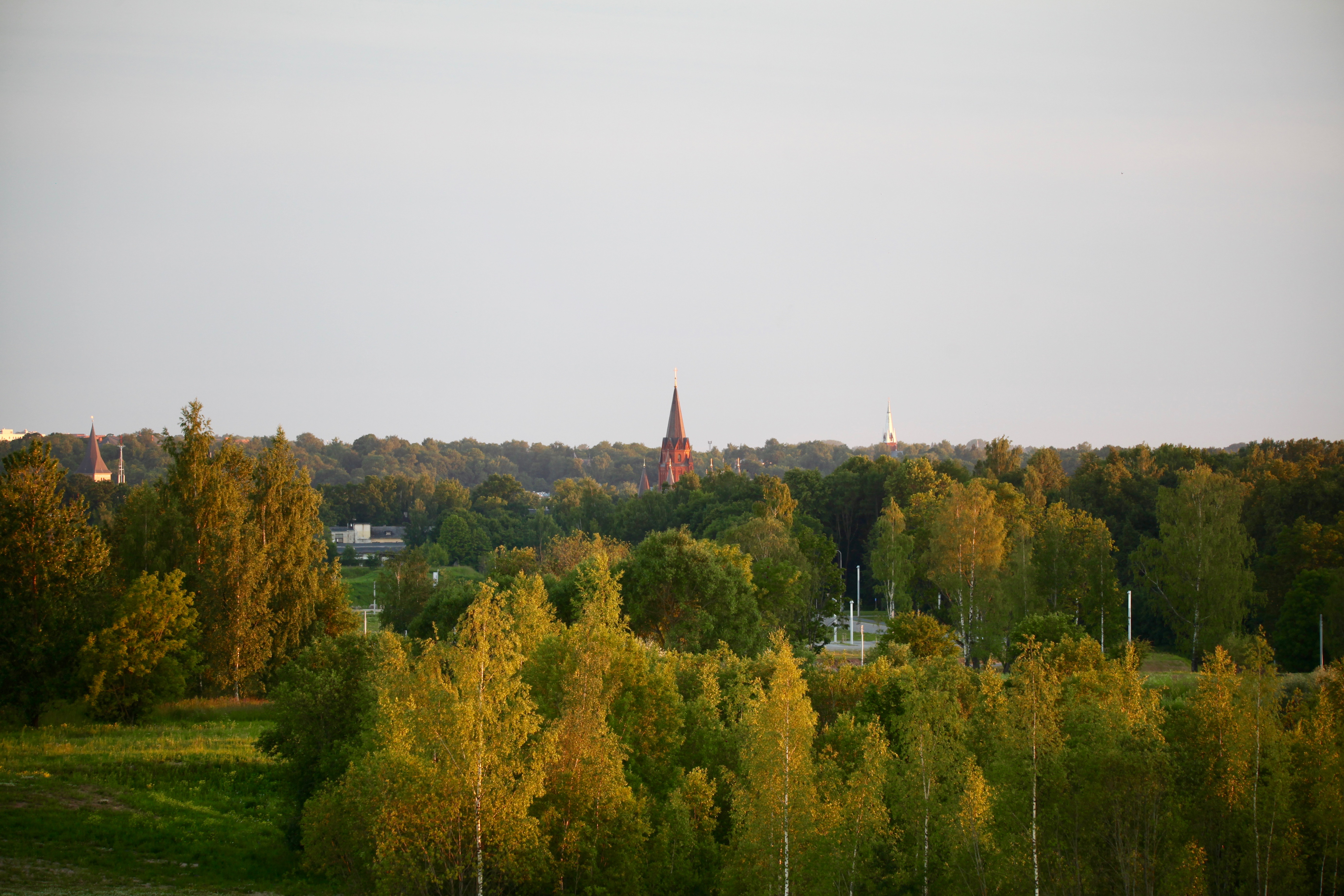
Вид из парка Майораади на Тарту
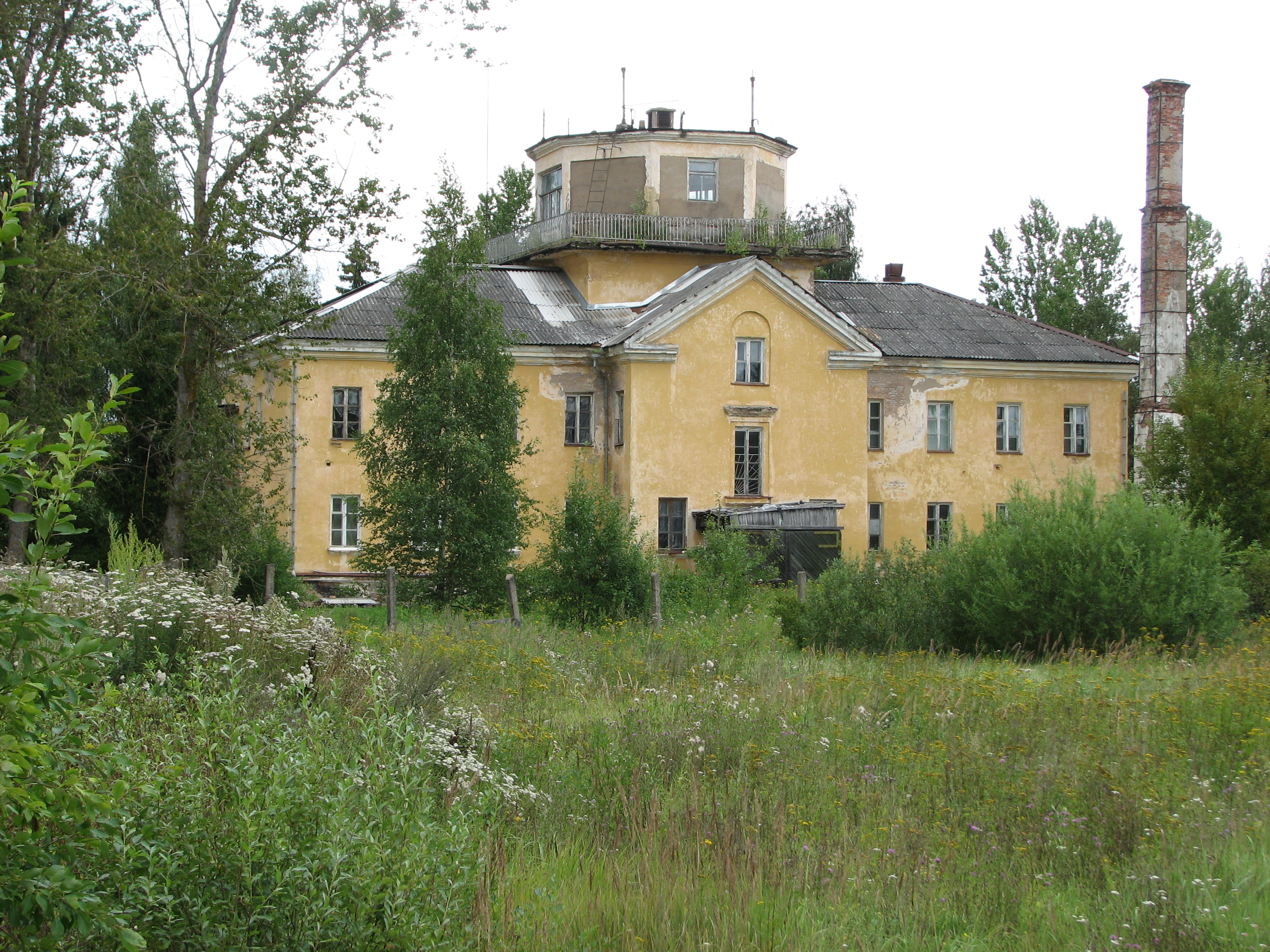
Здание военного аэродрома в Раади (снесено в 2019 году)